# رایان فرانس
رایان فرانس (انگلیسی: Ryan France؛ زادهٔ ۱۳ دسامبر ۱۹۸۰) یک بازیکن فوتبال اهل بریتانیا است.